# 8-Oxogéranial
Le 8-oxogéranial ou 8-oxocitral est un monoterpène de formule C10H14O2. Il s'agit d'un géranial portant un groupe oxo en position 8. Il se trouve naturellement chez Centaurium erythraea. Il est produit par l'enzyme 8-hydroxygéraniol déshydrogénase (en) à partir du 8-hydroxygéraniol.
Le 8-oxogéranial est le substrat à partir duquel l'enzyme iridoïde synthase réalise la synthèse du népétalactol et de l'iridodial.